# Ilja Muromez (Schiff, 1915)
Die Ilja Muromez (russisch Илья Муромец) war ein russischer Eisbrecher, der ab 1922 als Pollux unter französischer Flagge fuhr.

## Bau und technische Daten
Das Schiff, ein Einzelschiff, wurde im Auftrag der kaiserlich-russischen Marine auf der Neptune-Werft von Swan, Hunter & Wigham Richardson in Walker (Newcastle upon Tyne) gebaut. Es lief dort mit der Baunummer 994 am 25. November 1915 vom Stapel und wurde im Dezember 1915 abgeliefert. Benannt war es nach dem russischen Bogatyr Ilja Muromez. Es war 64,20 m (Lüa) bzw. 61 m (LzdL) lang und 15,50 m breit, hatte 6 m Tiefgang, war mit 1664 BRT und 672 NRT vermessen und verdrängte 2461 t. Zwei von sechs Dampfkesseln gespeiste alternierende Dreifach-Expansions-Dampfmaschinen von Swan Hunter leisteten insgesamt 4000 PS und ermöglichten über zwei Schrauben eine Höchstgeschwindigkeit von 14 kn. 367 Tonnen Kohle konnten gebunkert werden, was einen Aktionsradius von 2300 Seemeilen bei 8 kn Marschgeschwindigkeit bzw. 1470 sm bei 14 kn ermöglichte.

## Russische Marine
Das Schiff diente in der Schwarzmeerflotte. Im Verlauf des russischen Bürgerkriegs wurde es mit vier 10-cm-Kanonen und zwei 37-mm-Flak bewaffnet. Nach Lenins Selbstversenkungsbefehl 1918 lief die Ilja Muromez zur Weißen Armee des Generals Wrangel über und wurde in das sogenannte „Russische Geschwader“ eingegliedert. Im November 1920 verlegte sie mit den anderen Einheiten der „Weißen Flotte“ nach Konstantinopel, wo sie am 10. Dezember mit den beiden U-Booten Tjulen (russisch Тюлень) und Burewestnik (russisch Буревестник) im Schlepp eintraf. Am 15. Dezember musste sie dem mit Maschinenschaden im Golf von Korinth festliegenden Flugzeugmutterschiff Almas zu Hilfe kommen, das sie dann im Schlepp am 17. Dezember nach Argostoli und schließlich am 25. Dezember nach Biserta im damaligen französischen Protektorat Tunesien einbrachte. Dort wurde die Ilja Muromez mit dem gesamten Russischen Geschwader interniert. Am 7. Januar 1921 lief sie noch einmal aus Bizerta aus, um den unfertigen Tanker Baku (russisch Баку) nach Bizerta zu holen, mit dem sie dort am 15. Februar eintraf.

## Französische Marine
Im April 1922 nahm die französische Marine das Schiff in Besitz, als teilweise Bezahlung für die während der Internierung des Geschwaders anfallenden Kosten, und benannte es um in Pollux. Im April 1924 verließ die Pollux Bizerta und schleppte dabei den ebenfalls von Frankreich übernommenen und an die Union Maritime Francaise verkauften Hochseeschlepper Tschernomor (russisch Черномор) nach Brest. Die anfangs als Schlepper und Mutterschiff für Wasserflugzeuge genutzte Pollux wurde dann 1929 in Lorient zum Minenleger umgebaut, der bis zu 236 Minen aufnehmen konnte.
Am 4. Juli 1932 lief die Pollux zu ihrem wohl bekanntesten Friedeneinsatz aus, als sie im Rahmen des 2. Internationalen Polarjahrs die 15 Mitglieder der französischen Grönland-Expedition und deren Ausrüstung von Brest in den damals Scoresby-Sund genannten Fjord an der Ostküste Grönlands brachte, wo sie am 26. Juli eintraf. Ein Jahr später, am 16. August 1933, holte sie die Männer wieder ab und brachte sie am 27. August zurück nach Brest.
Am 22. März 1940 traf sie mit dem Versorgungsschiff Jules Verne und den U-Booten Antiope, La Sybille und Amazone der Diane-Klasse in Harwich ein, wo die fünf Schiffe den Kern der nun unter britischer Kontrolle operierenden sogenannten „Groupe Jules Verne“ (frz.) bzw. der „10th Submarine Flotilla“ (brit.) bildeten; Mitte April folgten die vier U-Boote der Circé-Klasse Doris, Thétis, Circé und Calypso sowie die Orphée der Diane-Klasse. Im Juni 1940 war die Pollux an der Verlegung von Minensperren zwischen Dover und Ostende beteiligt. Daneben diente sie als Versorger für die in Cherbourg stationierten Patrouillenboot-Flottillen.
Am 3. Juli 1940 wurde das Schiff im Zuge der Operation Grasp, bei der alle in britischen Häfen befindlichen französischen Schiffe beschlagnahmt wurden, von der Royal Navy in Portsmouth in Besitz genommen und danach von dieser als Radar-Schulschiff genutzt.
Nach Kriegsende wurde die Pollux am 5. Juli 1946 in Cherbourg an Frankreich zurückgegeben. Nach mehreren Jahren als Auflieger wurde sie am 9. August 1950 von Cherbourg nach Lorient geschleppt, wo die Hulk dann ab 24. März 1952 unter dem neuen Namen Télémaque als Wohnschiff diente. Das alte Schiff wurde am 22. Juli 1963 ausgemustert und 1964 verkauft und in Lorient abgewrackt.